# Skalka (přírodní památka, Praha)
Skalka je přírodní památka, která byla vyhlášena v roce 1968. Lokalita se nachází na levém břehu řeky Vltavy, na rozhraní pražských čtvrtí Motol a Smíchov na svazích stejnojmenného kopce. Leží na území městské části Praha 5, přičemž patří do katastru Smíchova. Ochranné pásmo pro přírodní památku není vyhlášeno, a proto jím je pásmo do vzdálenosti padesáti metrů od hranice území. V lokalitě stojí ruina usedlosti Skalka.
Předmětem ochrany je lom v západní části přírodní památky, jde o otevřený hřbet řevnických křemenců, umožňující studovat litologický vývoj této části pražské pánve.

## Lokalita
Celková rozloha přírodní památky je 9,82 ha. Leží v nadmořské výšce 250–308 metrů. Území se nachází uprostřed městské zástavby. Hranicemi ochranného pásma jsou na jihu Plzeňská ulice, na západě ulice Pod Kotlářkou, a ze severní a východní části je přírodní památka obklopena rodinnými domy.

## Historie

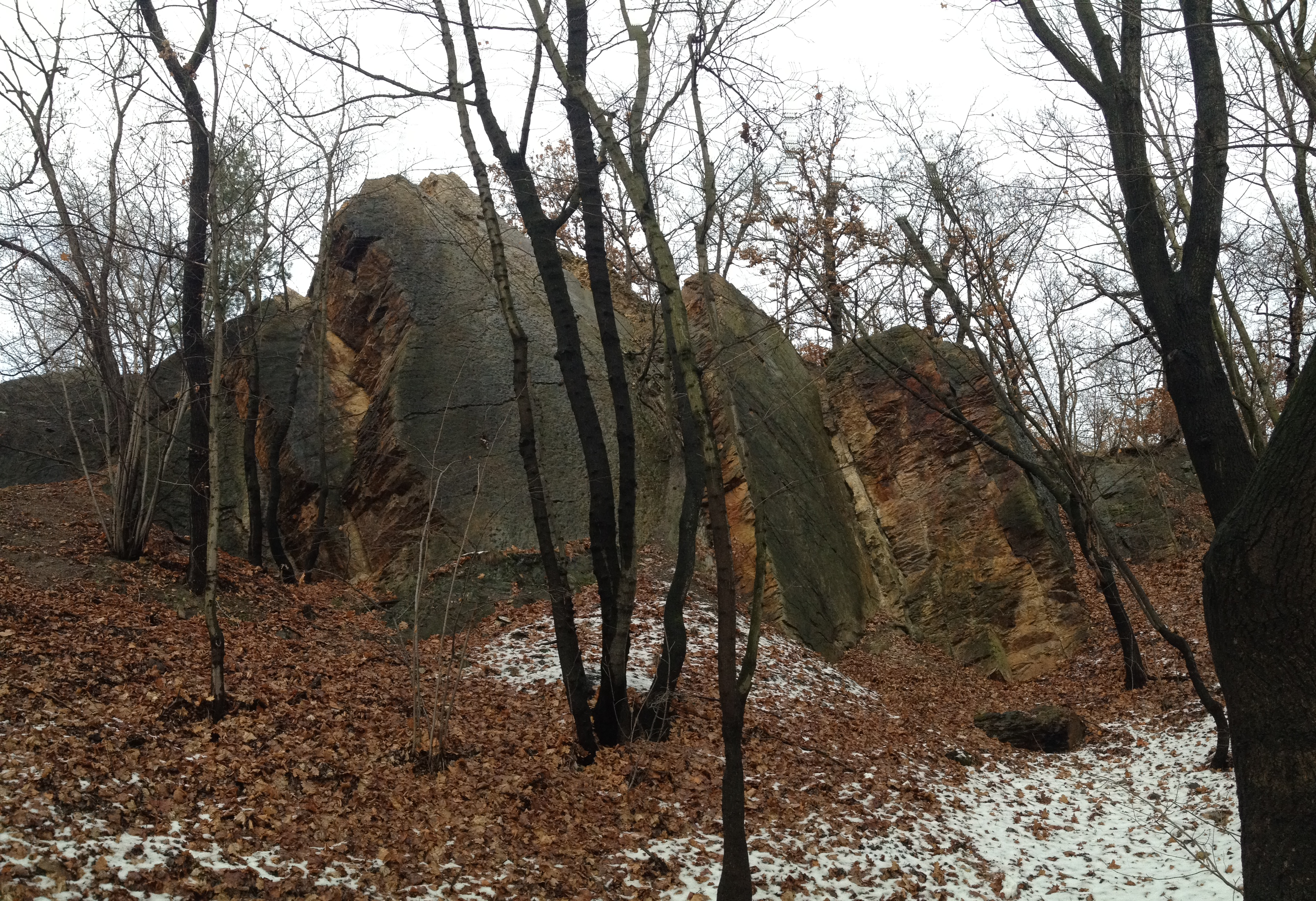
Kozi hřbety

První připomínky o využití území přírodní památky se objevují jíž od 10. století. V té době zde se začala objevovat  průmyslová činnost, a to zejména pro těžbu opuky. Pozůstatky dřívějšího lomu lze vidět na západním okraji  přírodní památky. V roce 1688 toto území koupil italský generál Filip Ferdinand de la Crone, před tím území patřilo baronu Švihovskému. Obyvatele Prahy komolili jméno Itala na Ladrone, díky tomu lom se nazývá U Ladronky .
Ve 19. století století zde probíhala intenzivní těžba křemenců. Křemen se zde těžil zejména jako stavební materiál. Josef Kořenský v roce 1877 zmiňuje těžbu řevnických křemenců na výrobu dlažebních kostek, tzv. kočičích hlav. Těžba probíhala do konce roku 1913. V roce 1957 Pavel Röhlich a kolektiv zpracovali pro Přírodovědeckou fakultu UK geologickou exkurzi do Motolského údolí. V tomto díle lom v řevnických křemencích popisují jako zastávku lomu v drabovských křemencích u Ladronky. Zajímavosti je, že tento lom nebyl uveden v rejstříku lomů, a proto se v následujících letech objevoval několikrát pod různými názvy. Zděnek Pouba v letech 1949 uvádí Lom Kotlářka, Bedřich Bouček v roce 1951 Lom na Zámečnici, Ivo Chlupáč v roce 1988 Lom na Ladronce.
Přírodní památka Skalka byla vyhlášena 29. dubna 1968 Magistrátem hlavního města Prahy.

## Přírodní poměry

### Geologie
Nejcennějším prvkem na území přírodní památky je lom v její západní části. V lomu na vrstevních plochách křemenců byly objeveny fosilní stopy. Na povrchu nejmocnější lavice jsou asi 5 mm velké jamky, postupující do nitra lavice jako rourky. To jsou pozůstatky činností mořských organismů, zejména po červech druhu Skolithos sp.
Severní část přírodní památky je tvořena břidlicemi šáreckého souvrství ordoviku (černé břidlice), tady mocnost lavic dosahuje přibližně 70 m. Ve směru na jih nadloží již tvoří skalecké křemence a černé břidlice doubrotivského souvrství, o mocnosti 100 m. Do nadloží pokračují řevnické křemence. Ve skutečností jde o vertikální posun jednotlivých vrstev, který se na povrchu objeví jako horizontální posunutí. Křemence o mocnosti kolem 45 m tvoří geomorfologicky významný útvar, tzv. „kozí hřbety“.

### Klimatologie
Oblast leží v teplé klimatické oblasti T2. Pro tuto oblast jsou běžná dlouhá suchá léta a krátké mírně teplé suché až velmi suché zimy s velmi krátkým trváním sněhové pokrývky. Nejčetnějšími směry větrů jsou západ a jihozápad.
- počet letních dnů: 20–30
- počet dnů se sněhovou pokrývkou 80–100
- srážkový úhrn v zimě: 200–300 mm
- srážkový úhrn za vegetační období: 350–400 mm
- průměrná teplota v dubnu 6–7 °C
- průměrná teplota v říjnu 6–7 °C
- průměrná teplota v červenci 16–17 °C
- průměrná relativní vlhkost vzduchu v roce 81%

### Pedologie
Na území se vyvinuly oligobazické hnědé půdy a rankery na chudém substrátu.

### Flora
Většina území přírodní památky zarostla acidofilní doubravou s velmi chudým bylinným podrostem. Nachází se zde dub zimní (Quercus petraea), trnovník akát (Robinia pseudoacacia), bez černý (Sambucus nigra). Běžné vyskytují metlička křivolaká (Avenella flexuosa), kostřava ovčí (Festuca ovina). Bělozářka liliovitá (Anthericum liliago L.) a skalník celokrajný (Cotoneaster integerrimus) byly objeveny na výchozech křemencových skalek. Ve spodní části lesa se druhotně vyskytuje kokořík vonný (Polygonatum odoratum).

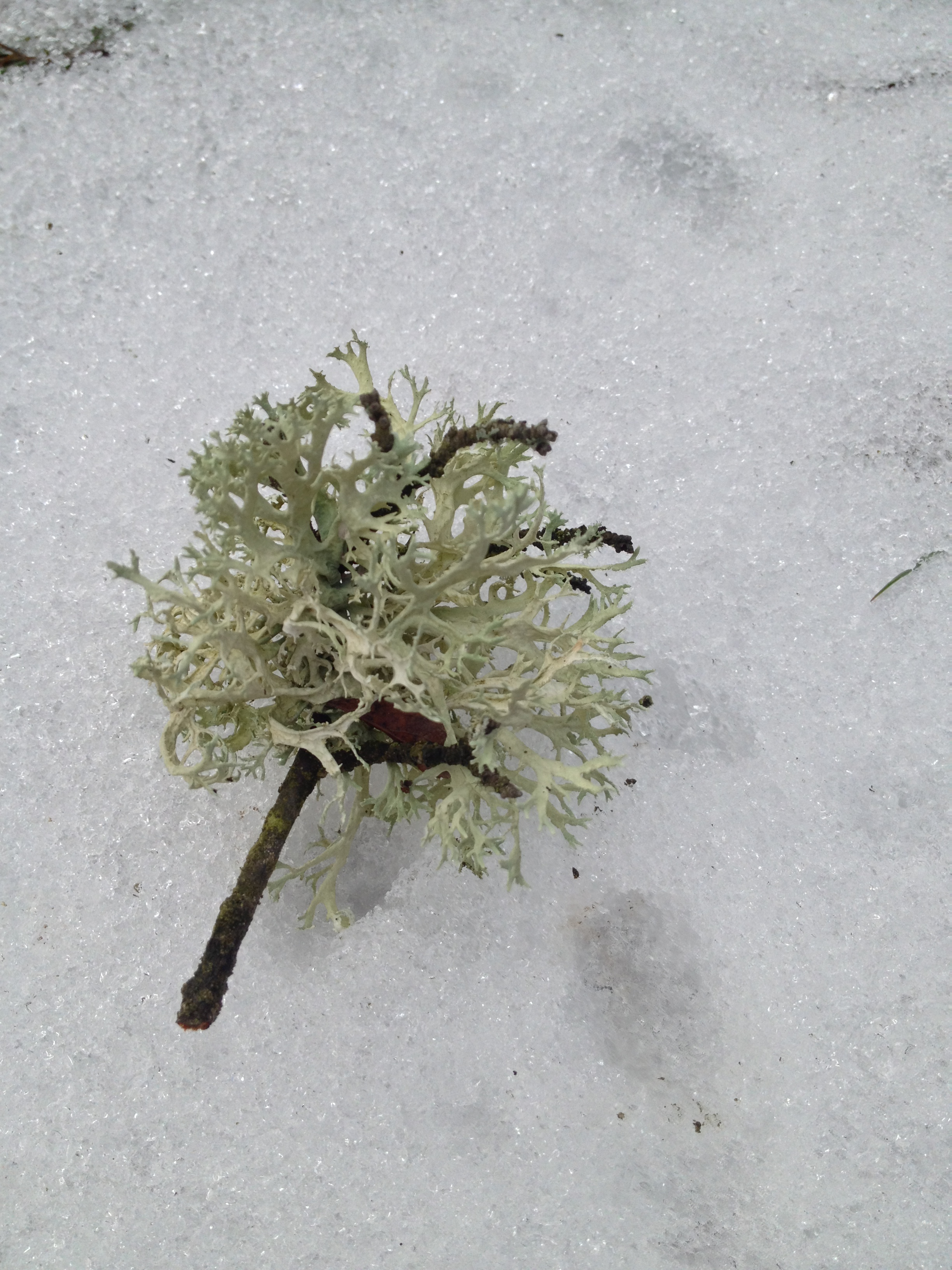
Větvičník slívový

Z lišejníků je na lokalitě běžný větvičník slívový (Evernia prunastri).

### Fauna
Území je ze zoologického hlediska velice chudé. Z plžů se zde nachází běžná sítovka suchomilná (Aegopinella minor) a vzácná keřovka plavá (Fruticicola fruticum). Z fytofágních brouků se vyskytují zejména nosatcovití (Apion corniculatus) a (Sitona striatellus), ve starých dubech se zde 4-5 let vyvíjejí roháči obecní (Lucanus cervus), kteří jsou chráněni zákonem 114/1992 Sb. (v kategorii ohrožený). Na loukách lze v podvečer spatřit poletující chroustky letní (Amphimallon solstitiale). Z ptactva jsou běžní drozdovití, konkrétně drozd zpěvný (Turdus philomelos), dále kos černý (Turdus merula) a hrdlička zahradní (Streptopelia decaocto) z čeledi holubovitých. Dříve byly zaznamenáni dudek chocholatý (Upupa epops) a sýček obecný (Athene noctua). Jinak se zde vyskytuje strakapoud malý (Dendrocopos minor) a strakapoud velký (Dendrocopos major), budníček lesní (Phylloscopus sibilatrix), pěnice slavíková (Sylvia borin), sýkora modřinka (Cyanistes caeruleus). V dutinách stromů, v místech odchlíplé kůry atp. hnízdí netopýři a vrápenci.
Na lokalitě se vyskytuje 61 druhů motýlů. Z toho indikátorů 2. stupně 17 druhů, např. zeleněnka dubová (Bena bicolorana), hřbetozubec jižní (Drymonia velitaris), osenice třezalková (Chloantha hyperici). Ale s ohledem na velký antropogenní tlak zde chybí řada citlivějších druhů, proto i motýlí fauna je druhově chudá.

## Hospodaření

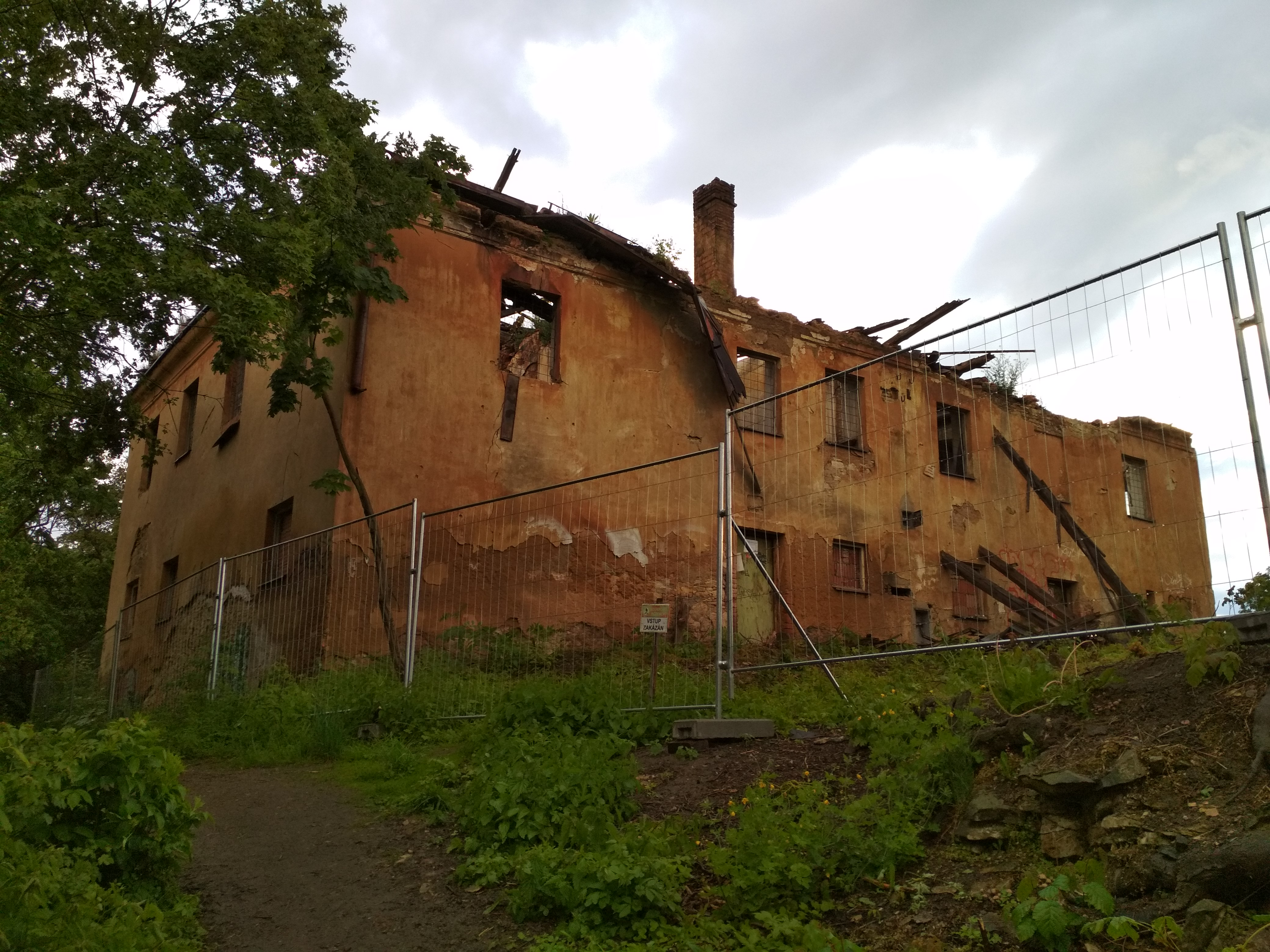
Ruina usedlosti Skalka

V minulosti bylo území přírodní památky zcela odlesněno. Současný les je tvořen druhotnou výsadbou, a to zejména dubem zimním (Quercus petraea), javorem mléčem (Acer platanoides) a habrem (Carpinus betulus).
Přírodní památka je silně využívána jako rekreační oblast a plní úlohu městského parku pro okolní obyvatele. Tím dochází k výrazným erozním procesům kvůli sešlapu.

## Ochrana
Ochrana spočívá v odstraňování náletových dřevin a porostu na skalních výchozech. Dlouhodobým cílem plánu péče je zajištění obnovy lesního porostu. Na tento plán bylo z rozpočtu vyhrazeno 28 000 Kč. Z toho 8000 korun na instalaci tabule s kompletními informacemi o přírodní památce. Místy označené mladé duby ke kácení nejsou důkazem vhodného hospodaření. Měly by být vykáceny akáty, javory a borovice, a celkově by mělo dojít k prosvětlení lesů. Naopak veškeré dubové dřevo by mělo být ponecháno ke konzumaci larvám roháčů obecných.

## Fotografie

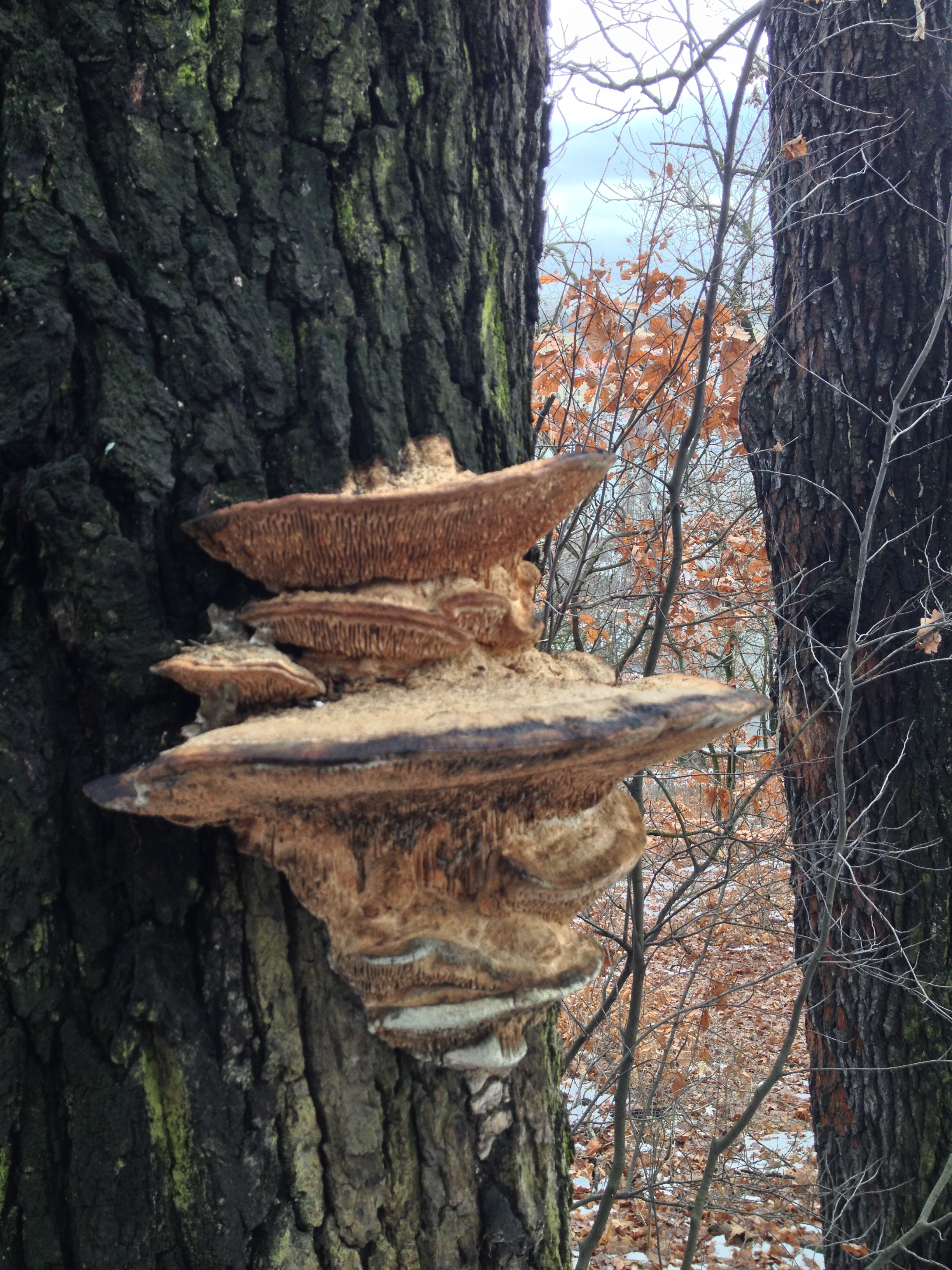
Houba PP Skalka
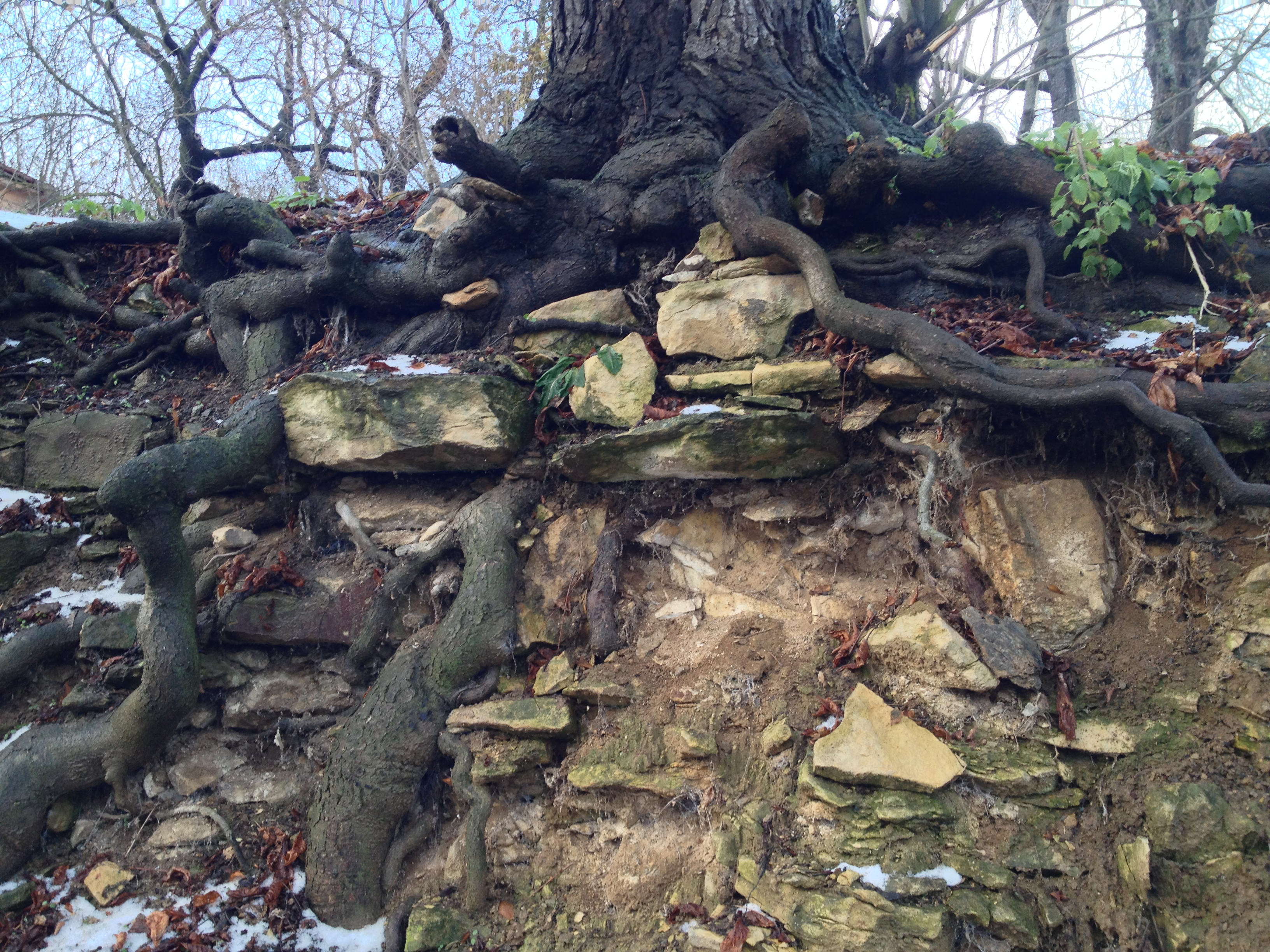
náletová dřevina PP Skalka
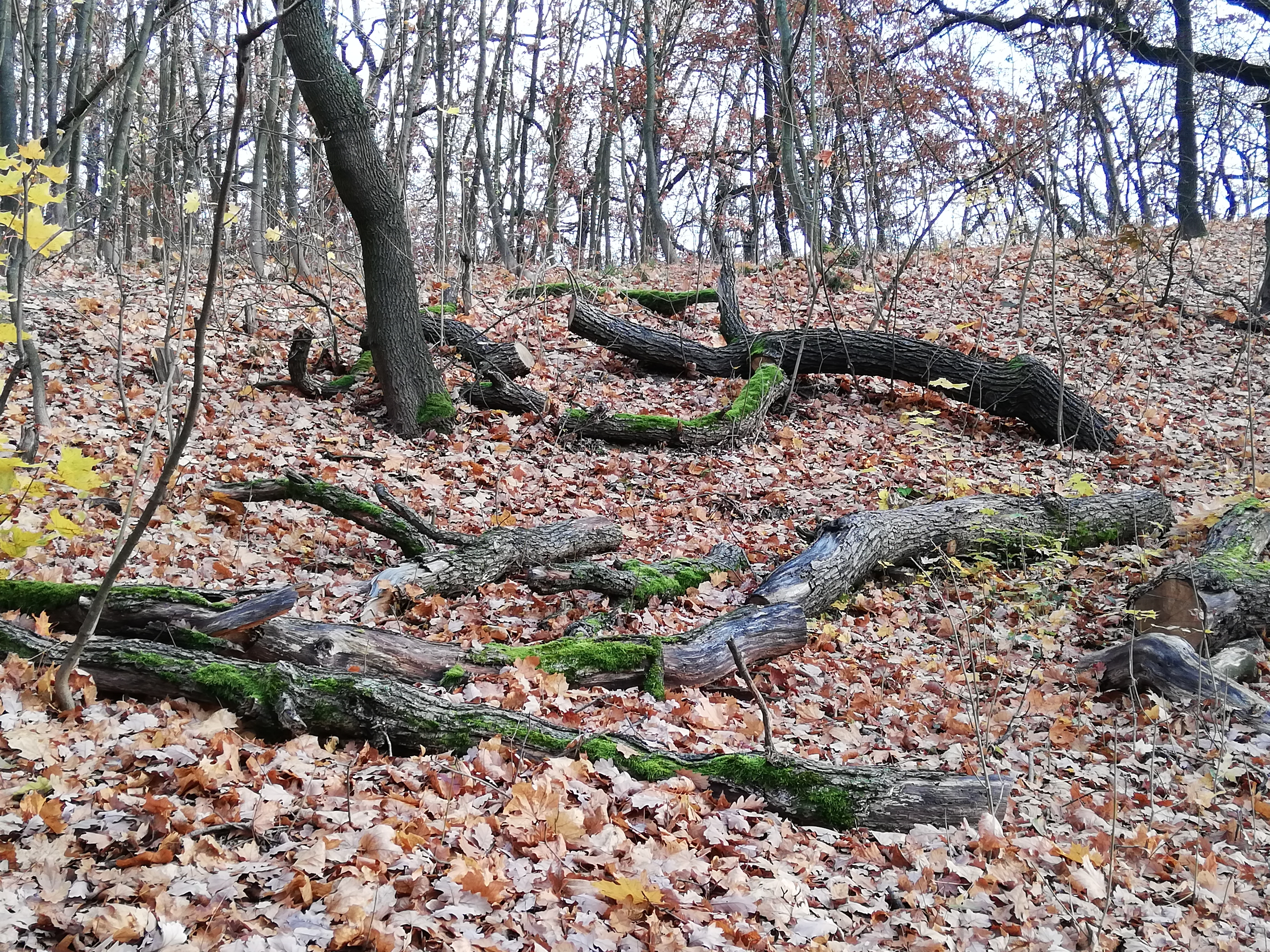
Mrtvé dřevo na severním svahu PP Skalka
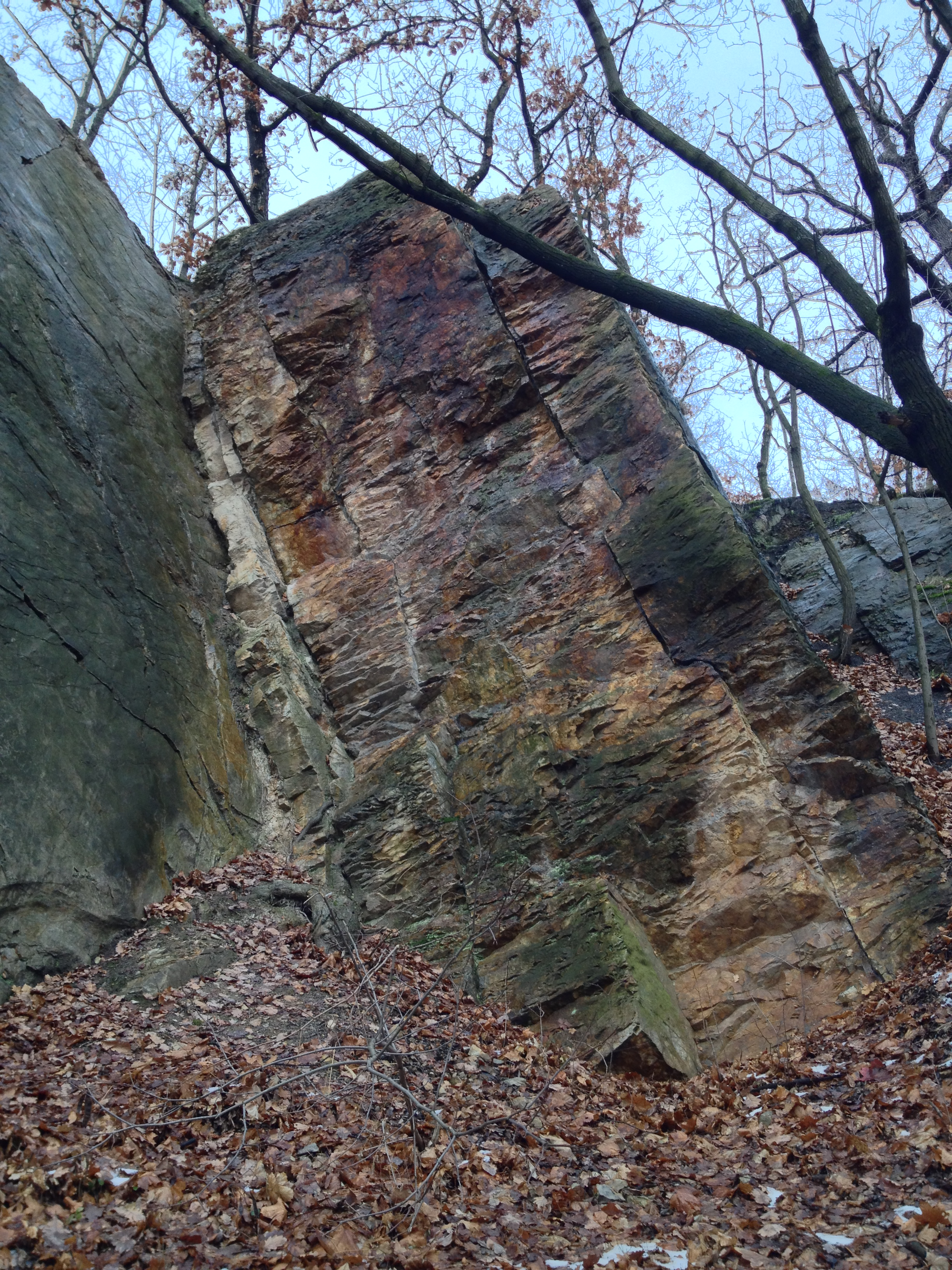
Skalní výchozy PP Skalka
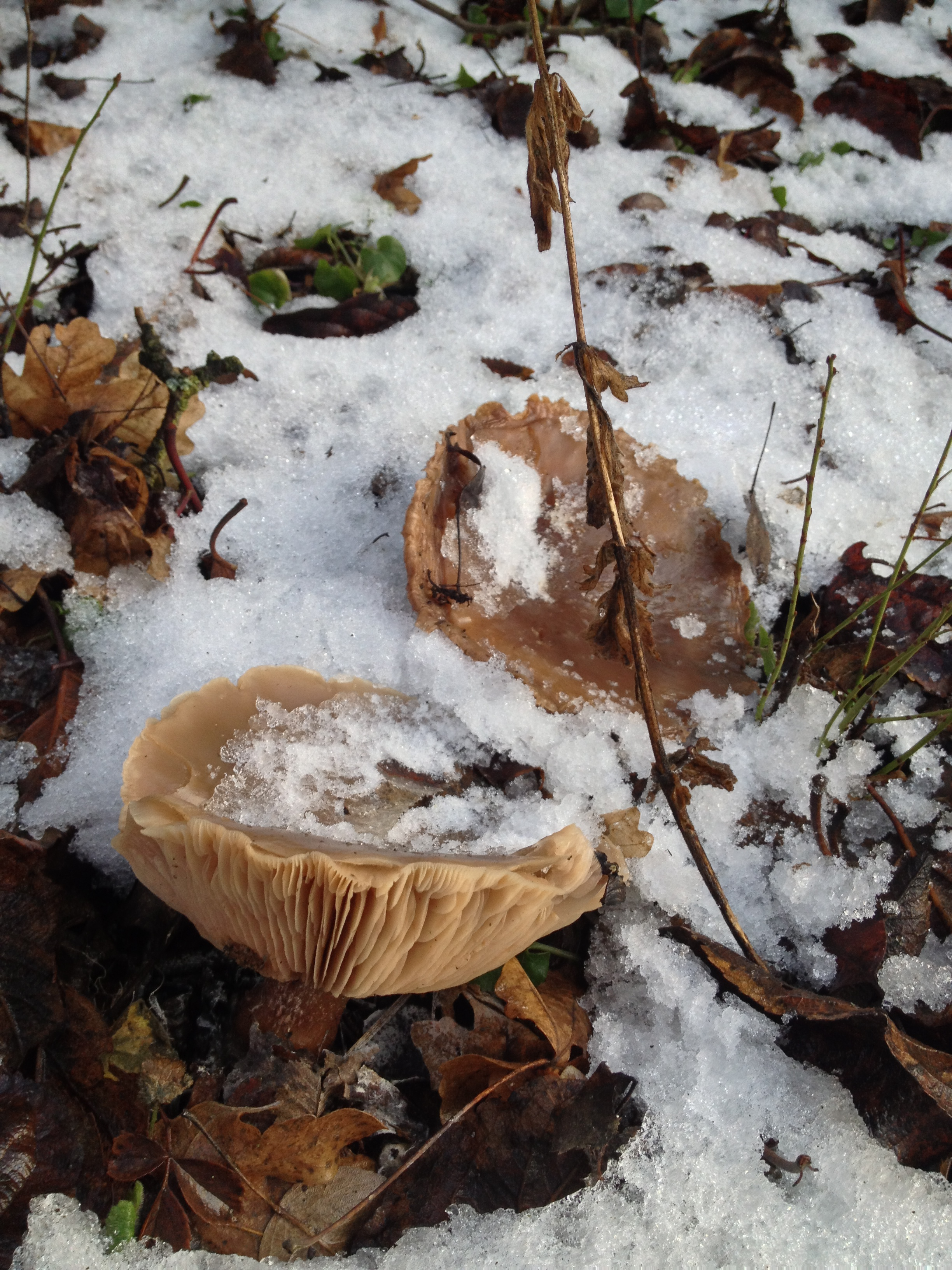
Houba PP Skalka(2)
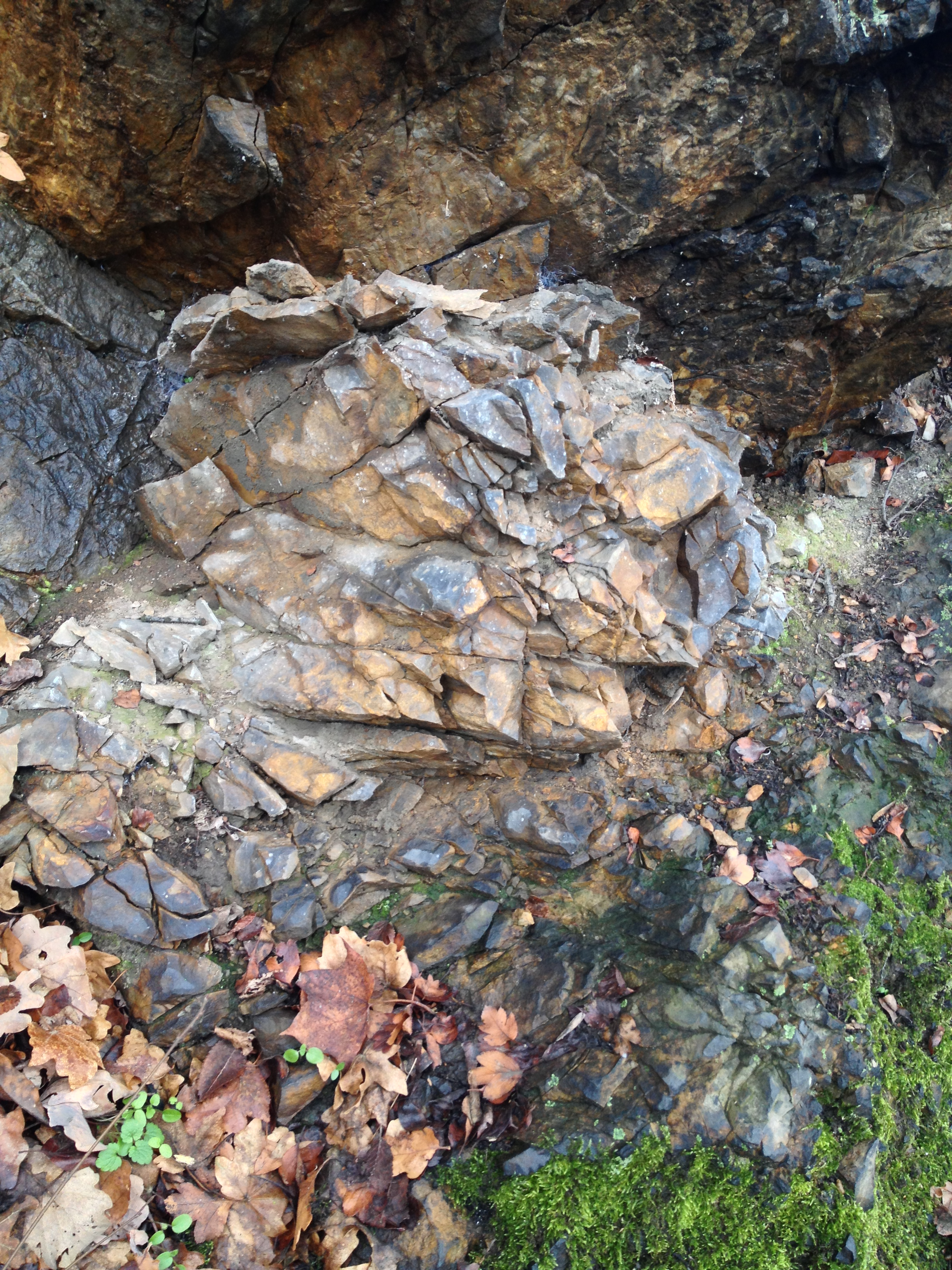
Výchozy PP Skalka
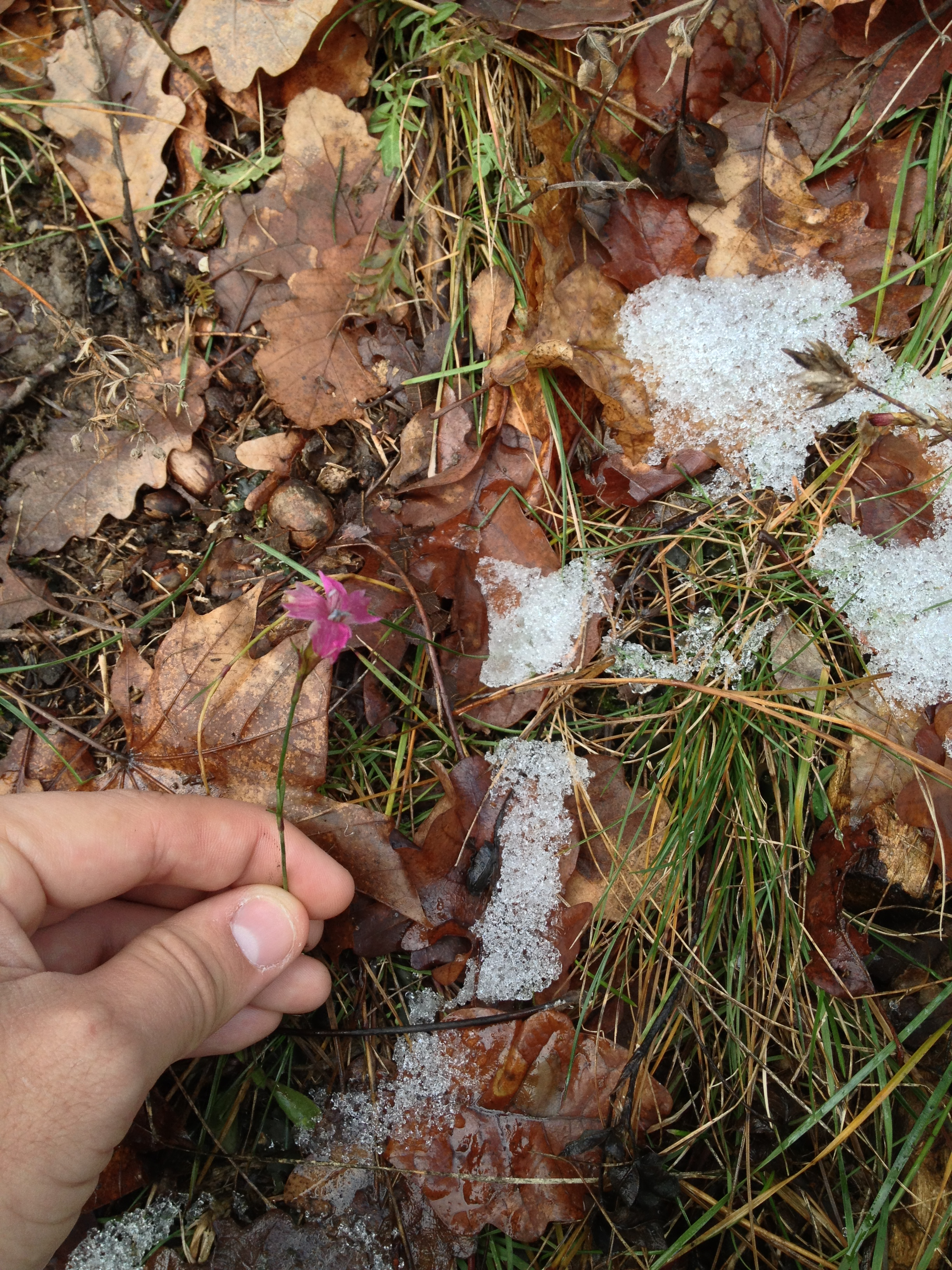
Hvozdík PP Skalka
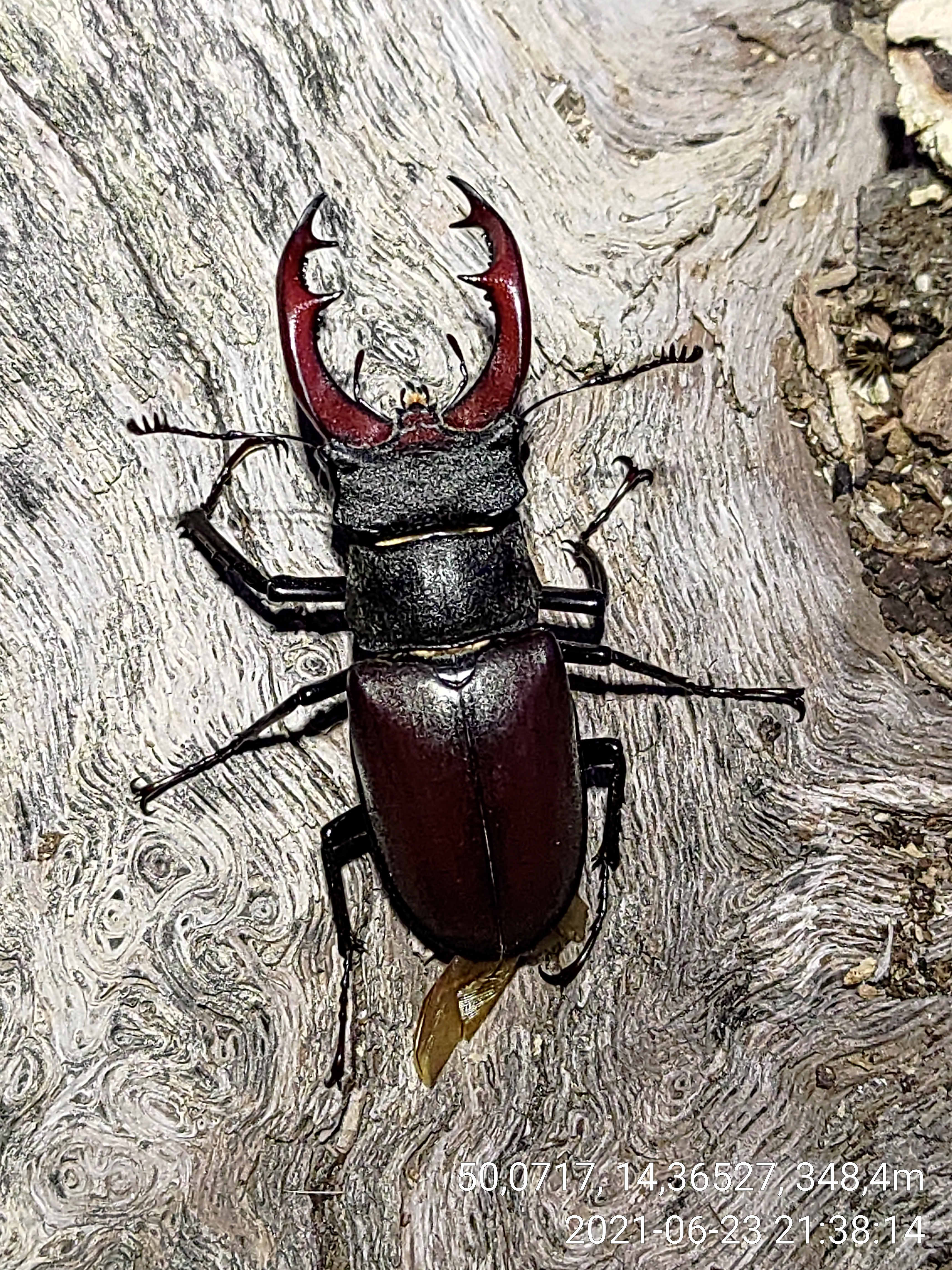
roháč obecný (Lucanus cervus)
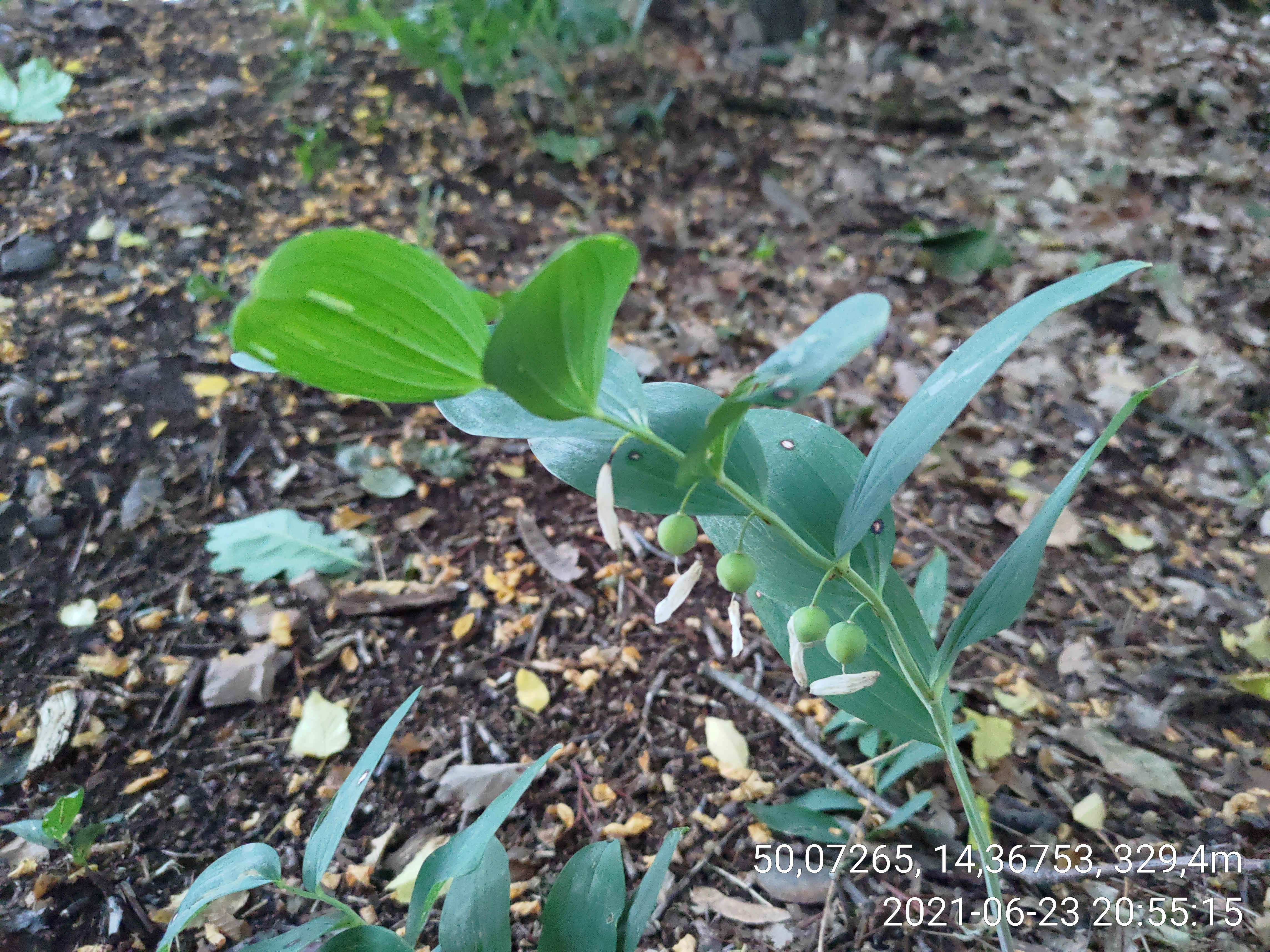
kokořík vonný (Polygonatum odoratum)